# Severo di Barcellona
San Severo di Barcellona (III secolo – Barcellona, 304) è stato un vescovo spagnolo.
È venerato come santo dalla Chiesa cattolica.

## Biografia
San Severo è venerato come santo dalla Chiesa cattolica e ortodossa. La leggenda dice che fosse vescovo di Barcellona e che sia stato martirizzato durante la persecuzione di Diocleziano nel 304. Non abbiamo dettagli certi sulla sua vita.

## Culto
La Chiesa cattolica lo commemora il 6 novembre.
Dal Martirologio Romano: "A Barcellona in Spagna, san Severo, vescovo, che, come si tramanda, ricevette la corona del martirio".